# Distrito fitogeográfico de la selva montana

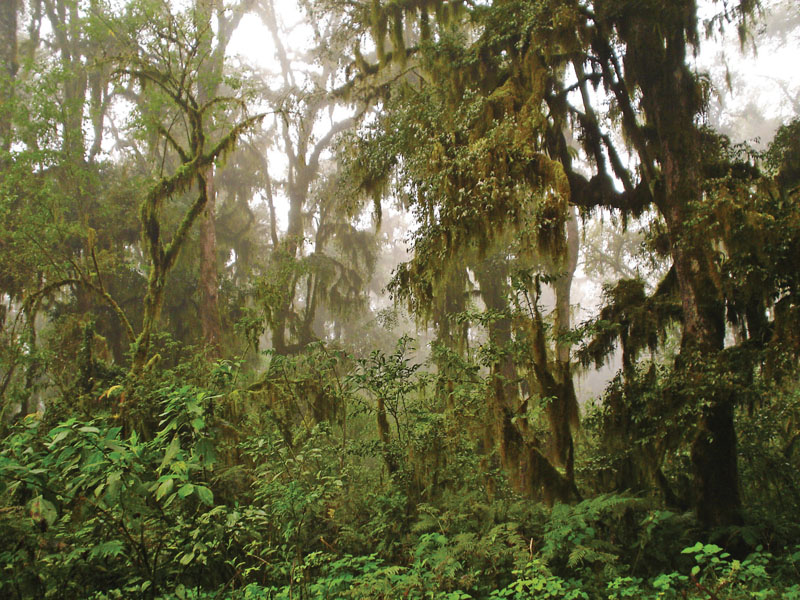
Yungas en la Provincia de Salta, Argentina

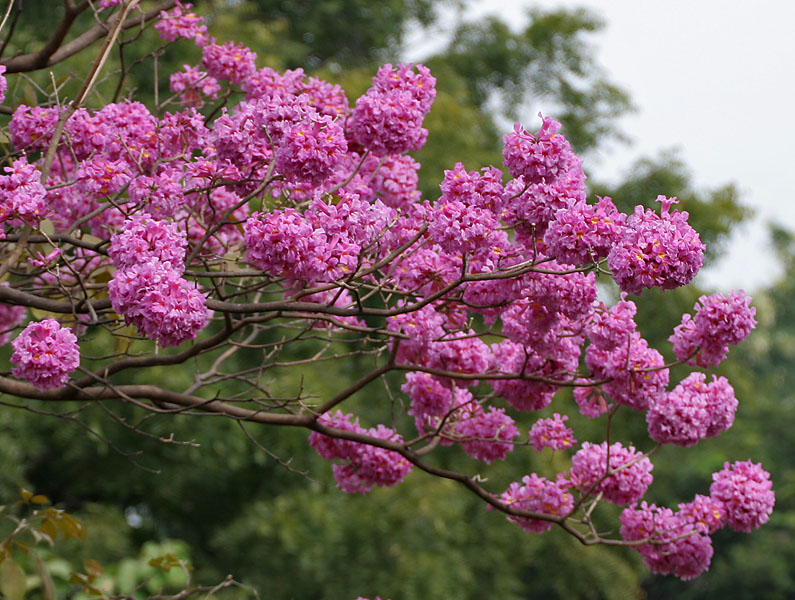
El lapacho rosado (Handroanthus impetiginosus), es una especie arbórea común en estas selvas.

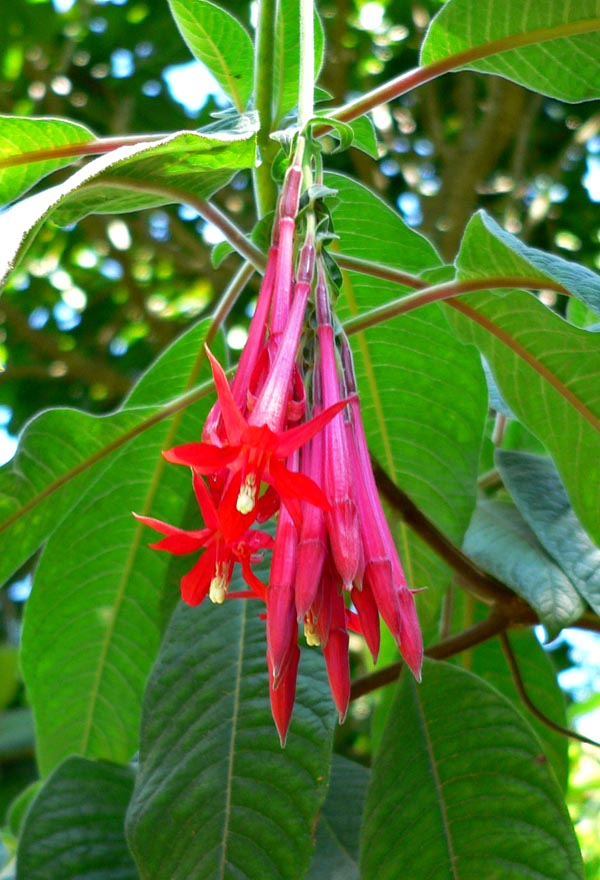
El chilco de la yunga (Fuchsia boliviana), es un arbusto característico de esta formación.

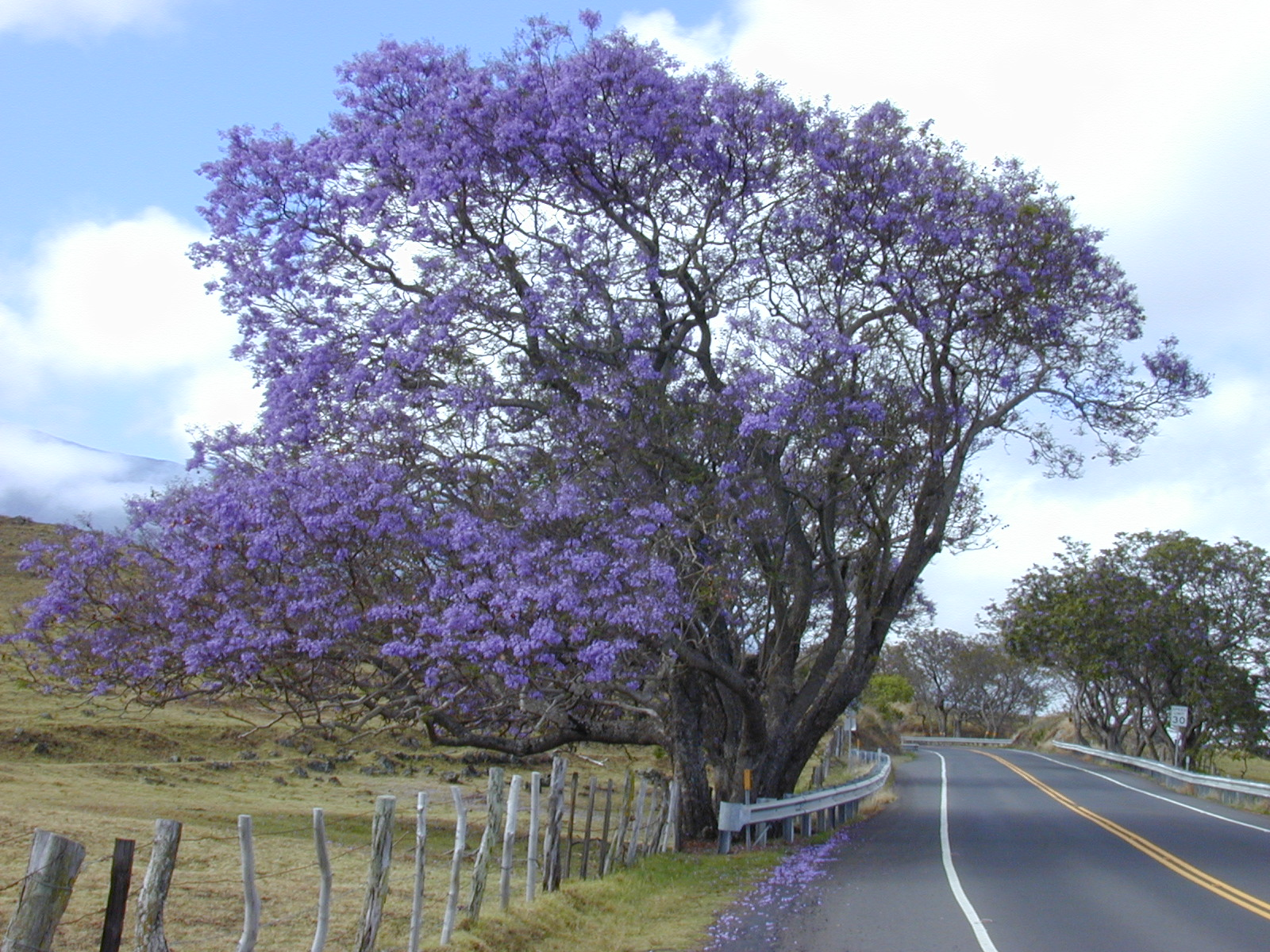
El jacarandá o tarco (Jacaranda mimosifolia), es un árbol característico de esta formación.

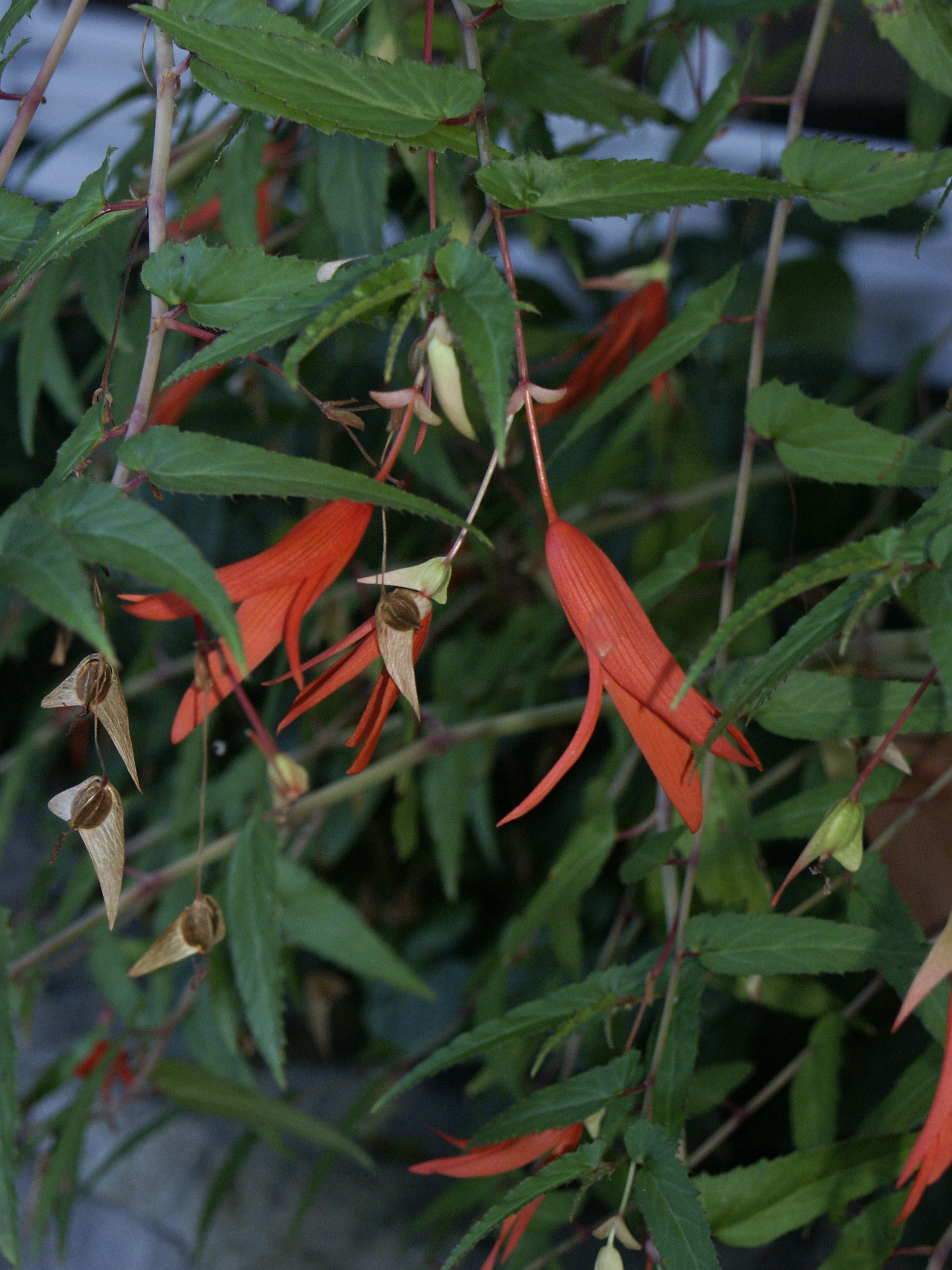
Begonia boliviensis es una hierba común en este Distrito fitogeográfico.

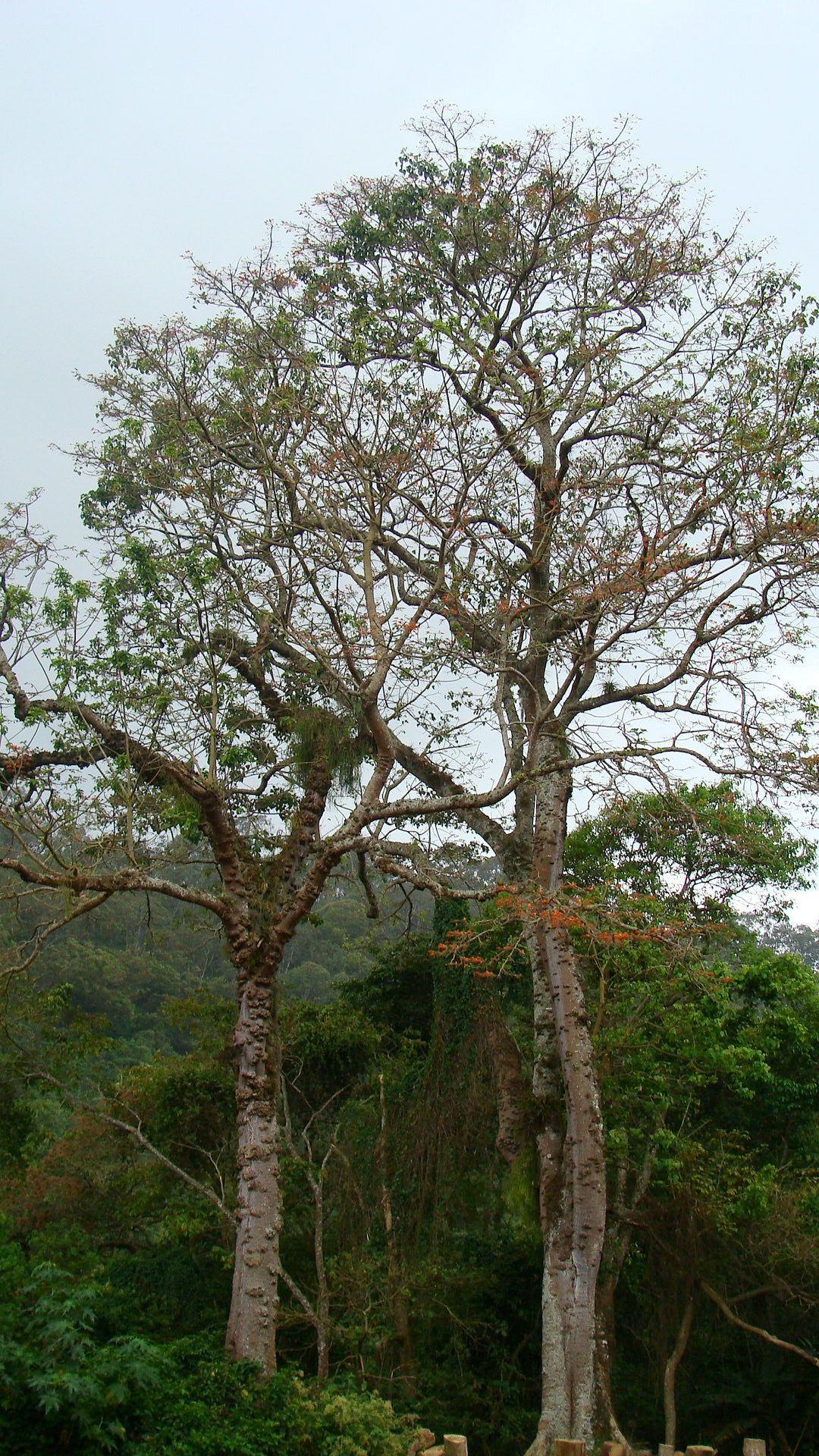
El bucare, o ceibo de la selva (Erythrina poeppigiana) es un árbol característico de esta formación.

El distrito fitogeográfico de la selva montana es uno de los Distritos fitogeográficos en que se divide la Provincia fitogeográfica de las Yungas. Se ubica en los cordones montañosos orientales del norte de Argentina y el sur de Bolivia, en el centro-oeste de América del Sur en altitudes que parten de 500 m s. n. m. a 1300 m s. n. m., llegando a 1800 m s. n. m. en latitudes menores. Incluye nuboselvas de montaña, en su mayor parte. Es el segundo Distrito más biodiverso de Argentina. 

## Sinonimia
También es llamado: Yungas en sentido estricto; y en el contexto de la Provincia fitogeográfica: Formación tropical, Bosques serranos tropicales del norte, Bosques tropicales higrófilos, Selva tucumano-oranense, Selva tucumano-salteña, Selva tucumano-boliviana, Bosque tucumano-boliviano, Selva tropical tucumano-boliviana, Provincia tucumano-boliviana, Provincia tropical occidental, Selva tropical serrana, Selva tucumano-tarijeña, Yungas Andinas, Yungas del Norte Argentino, Nuboselva, Provincia Montaneña de Yungas, etc.

## Distribución
Según la clasificación de Ángel Lulio Cabrera, este Distrito fitogeográfico comprende las selvas que se extienden de norte a sur como una franja estrecha y entrecortada, ocupando quebradas y laderas sobre la Cordillera Oriental, la precordillera Salto-jujeña, las Sierras Subandinas, y las sierras Pampeanas, en las provincias de: Jujuy, Salta, Tucumán y Catamarca. 
También se desarrolla en el sur de Bolivia, en el departamento de Tarija y en el departamento de Chuquisaca; hacia el norte continúa la nuboselva, ya con otras características, estructura, y componentes, hasta alcanzar los Andes de Venezuela, finalizando en la región de Los LLanos. 
Las altitudes van desde los 500 m s. n. m. a 1300 m s. n. m., llegando a 1800 m s. n. m. en latitudes menores.

## Límites
Al este limita con el Distrito fitogeográfico de la Selva Pedemontana, que lo remplaza con la menor altitud y el clima más cálido y estacional; y al oeste lo hace con el Distrito fitogeográfico del Bosque Montano, que lo remplaza con la mayor altitud y clima más templado; con ambos distritos pertenecientes también a la Provincia fitogeográfica de las Yungas. 

## Afinidades florísticas
Este Distrito fitogeográfico guarda estrecha relación con el Distrito fitogeográfico del Bosque Montano y el Distrito fitogeográfico de la Selva Pedemontana, ambos de la misma Provincia fitogeográfica. También se relaciona con las formaciones de selvas Andinas Yungueñas, forestas de montaña que desde Venezuela se desarrollan sobre las laderas orientales de la cordillera de los Andes. De igual modo, repite muchas especies de la Provincia fitogeográfica Paranaense. La vegetación también muestra afinidades con los bosques austro-gondwánicos, gracias a antiguas migraciones sobre los ambientes más frescos y húmedos del cordón Andino. 

## Características
En este distrito fitogeográfico habitan 118 especies de árboles, con una densidad de entre 250 a 350 ejemplares por ha. En ellas pueden encontrarse de 20 a 40 especies en promedio por ha. Esta formación se caracteriza por presentar una densa foresta llamada nuboselva, nimbosilva, selva de montaña, selva de niebla o de neblina, formación caracterizada por una alta concentración de niebla superficial a nivel de la canopea, lo que redunda en el crecimiento de una selva de carácter umbrófilo. Es el Distrito más biodiverso de la Provincia fitogeográfica. Comienza a manifestarse en algunas quebradas del Distrito fitogeográfico de la Selva Pedemontana, a altitudes de 500 m s. n. m., presentándose hasta los 1300 m s. n. m., llegando a 1800 m s. n. m. en latitudes menores. En general, es dominado por especies perennifolias tropicales, que encuentran en el Distrito el límite austral de distribución. Presenta una estacionalidad hídriga menos marcada que la selva Pedemontana.
Existe una disminución gradual en el número de especies desde el norte hacia el sur.

## Suelos
El suelo es de reacción ácida, del tipo forestal, con tres horizontes: el humífero, el de tierra vegetal, y el más inferior, el de tierra mineral. Los suelos presentan un desarrollo incipiente, con abundante materia orgánica de detritus vegetales solo en una angosta capa superficial, la cual se encuentra sobre rocas y rodados geológicamente jóvenes, poco consolidados, lo que redunda en derrumbes frecuentes que dejan, en pocos segundos, laderas completas totalmente desnudas de vegetación, aunque posteriormente la selva clímax se regenera mediante una específica sucesión vegetal.
Los tipos de suelos dominantes son: los Haplumbreptes énticos, con Hapludalfes údicos como subordinado; los subdominantes Ustortentes líticos, con Haplustoles líticos, Argiustoles líticos y roca como subordinados; y Paleoustoles údicos, con Argiustoles údicos como subordinado.

## Relieve
El relieve es montañoso y complejo, de estructura accidentada, con valles angostos y profundas quebradas. Gracias a la notable pluviosidad, se genera en las laderas orientales una intrincada red fluvial, con infinidad de ríos, rápidos, torrentes, y cascadas. 
Constituye un conjunto orográfico estructurado en fajas de cordones serranos, orientados con rumbo sur, pero morfológicamente diferenciados en función del estilo tectónico y litológico particular de cada uno, con alturas decrecientes de oeste a este. 

## Clima
El clima es en general cálido y húmedo, con frecuentes neblinas, aunque las condiciones de temperatura y humedad varían en razón de la altitud, latitud, posición en el relieve y exposición de las laderas.
Esta región es influida por la depresión ciclónica del Noroeste, lo que genera precipitaciones orográficas estivales, siendo más abundantes cuanto más altas, abruptas, y compactas son las montañas, interceptoras de las corrientes húmedas provienen del lejano anticiclón del Atlántico Sur.
La precipitación anual alcanza en algunos parajes más 3000 mm, a lo que se suma, gracias a la elevada humedad de este ambiente, la condensación y captación de las neblinas, gracias a los enormes tapices de epifitas que cubren por completo cada rama, proveyendo de la humedad necesaria al compensar en los meses invernales la disminución de las precipitaciones, las que por ser un clima monzónico, ocurren en un 90% en la temporada cálida: de comienzos de noviembre hasta principios de abril.
Partiendo desde los 500 m s. n. m., a medida que se avanza hacia el oeste y aumenta la altitud los tipos climáticos más característicos son: tierra fría baja, y finalmente tierra fría media. 
El clima térmico es cálido, con raras y suaves heladas debido al deslizamiento del aire frío ladera abajo, lo que produce que algunas quebradas enmarcadas por cordones montañosos en su sector septentrional gozen de mircroclimas tropicales, sin heladas. La temperatura media anual va de cerca de 21 °C en las latitudes septentrionales, a alrededor de 19 °C en las selvas del sector austral.

## Especies principales
A medida que se asciende por las laderas, esta formación comienza a hacerse presente inmediatamente después del Distrito fitogeográfico de la Selva Pedemontana. Su rango altitudinal es de 500 m s. n. m. a 1300 m s. n. m., llegando a 1800 m s. n. m. en latitudes menores. Dominan las especies de origen tropical que encuentran en esta provincia fitogeográfica su límite austral de dispersión; en general, son perennifolias al mantener una estacionalidad hídrica menos marcada que en el distrito anterior. Es aquí donde la selva adquiere su mayor biodiversidad y desarrollo gracias a las máximas precipitaciones pluviales, las que superan los 3000 mm anuales, con un clima térmico cálido. Sus especies principales son: 
- Estrato emergente: cuyas especies arbóreas tienen una altura de entre 25 y 35 metros (con algunas especies cuyos ejemplares pueden alcanzar los 40 metros de altura), como el cedro coya (Cedrela angustifolia), el laurel del cerro o tucumano (Cinnamomum porphyrium) y el palo barroso o anacahuita (Blepharocalyx salicifolius), los principales y más grandes árboles. A estos le podemos sumar las especies emergentes del distrito inferior, de la selva pedemontana, que se hacen presentes también aquí con menor protagonismo: el pacará o timbó colorado (Enterolobium contortisiliquum), la tipa blanca (Tipuana tipu), el palo amarillo (Phyllostylon rhamnoides), el palo blanco (Calycophyllum multiflorum), el roble (Amburana cearensis), la quina colorada (Myroxylon peruiferum), la talilla o tala blanco (Crinodendron tucumanum), el ceibo de la selva (Erythrina falcata), el lapacho rosado (Handroanthus impetiginosus), etc.

- El dosel: de entre 10 y 20 metros de altura, con especies como los palo san Antonio (Myrsine laetevirens, Myrsine ferruginea, y Myrsine coriacea), el laurel guaica (Ocotea puberula), el horco mato (Eugenia mato), el mato (Myrcianthes mato), el mato (Eugenia pungens), los güilis (Eugenia seudo-mato y Pseudocaryophyllus güili), el horco cebil (Parapiptadenia excelsa), el ramo (Cupania vernalis), el palo luz (Prunus tucumanensis), el tala boliviano (Celtis boliviensis), el roble (Ilex argentinum), el chal-chal (Allophylus edulis), Bocconia pearcei. el cochucho (Xanthoxylon coco), el lapacho amarillo (Handroanthus ochraceus), los pacay (Inga edulis, Inga saltensis, y Inga marginata), Weinmannia organensis, el nogal criollo (Juglans australis), la higuera extranguladora llamada comúnmente maroma (Ficus maroma), el tabaquillo (Croton piluliferum), el dominguillo (Trichilia claussenii), etc.
- Estrato intermedio: con árboles pequeños de entre 5 metros de alto, encontramos dos especies de helechos arborescentes de hasta 10 metros de altura (Nephelea incana y Cyathea o´donnelliana), tomate árbol (Cyphomandra betacea), el lata de pobre (Piper tucumanum), el matico (Piper hieronymi), etc.
- Estrato arbustivo o sotobosque: la heliconia pico tucán (Heliconia subulata), Urera baccifera, Oplismenus compositus, Phenax laevigatus, Cestrum lorentzianum, Piper tucumanum, Baccharis tucumanensis, Boehmeria caudata, el bizcochero (Miconia ioneura), Lobelia xalapensis, Achimenes gymnostoma, las cañas bravas (Chusquea lorentziana y Chusquea deficiens), Pogonopus tubulosus, Chamissoa altissima, Vernonia fulta, la mora (Rubus imperialis), Buddleja albotomentosa, Cnicothamnus lorentzii, Pavonia malvacea, variedades silvestres del tabaco (Nicotiana tabacum), etc.

- Estrato herbáceo: Begonia boliviensis, Begonia micranthera, Pteridium aquilinum var. arachnoideum, Nicotiana sylvestris, Ruellia geminiflora, Liabum polymnioides, Chaetothylax umbrosus, Onoseris alata, Lobelia xalapensis, Iresine paniculata, Iresine grandiflora, Justicia comata, Pseudelephantopus funckii, Geophila herbacea, Syphocamphylus aureus, Senecio boomanii, Senecio peregrinus, Polymnia macroscypha,Pharus glaber, Pteris deflexa, Equisetum bogotense, Asterostigma vermicidum, Lophophiton leandri, Hydrocotyle bonplandii, Blechnum sprucei, etc.

- Estrato epifítico: Las epifitas son muy abundantes, llegándose a contar más de 30 especies en una sola rama. Además de la ya mencionada higuera extranguladora que germina como epífita hasta arraigar en el suelo, las especies más comunes son Polypodium tweedianum, Vriesea tucumanensis,Vriesea friburgensis, Peperomia, Tillandsia maxima, Tillandsia usneoides, Tillandsia disticha, Tillandsia schreiteri, Tillandsia pulchella, el payo (Tillandsia australis), Aechmea distichantha, Rhipsalis tucumanensis, Rhipsalis lorentziana, Oncidium viperinum, Oncidium bifolium, Oncidium herzogii, Govenia tingens, Malaxis padilliana, Epidendrun argentinense, Dryopteris patula, Microgramma squamulosa, Tripodanthus acutifolius, Phoradendron subfalcatus, Campyloneuron lorentzii, Polypodium aglaolepis, etc.

- Estrato muscinal: Este estrato lo forman especies rastreras o pigmeas, las que solo crecen al ras del suelo, por ejemplo: numerosas especies de musgos y líquenes, Hydrocotyle bonplandii, Sibthorpia conspicua, Selaginella novae-hollandiae, Stellaria media, etc.

- Estrato escandente: Las plantas trepadoras son muy abundantes, destacando: Bignonia unguiscati, Flotovia brasiliensis, Schubertia schreiteri, Pseudogynoxys benthami, Passiflora urnaefolia, Passiflora morifolia, Passiflora tenuifolia, Serjania hebecarpa, Mandevilla laxa, Rubus boliviensis, Mikania micrantha, Schistogyne tucumanensis, Manettia joergensenii, etc.

Los frecuentes derrumbes o deslizamientos de las laderas son el detonante al cual responden un conjunto de especies que allí logran su principal reclutamiento poblacional (Bocconia pearcei), (Trema micrantha), el cebil (Anadenanthera colubrina), (Parapiptadenia excelsa), (Mutingia calabura), el guarán amarillo (Tecoma stans), etc.

## Subistritos fitogeográficos
Dentro de este Distrito se pueden reconocer también, subdistritos: 
- Subdistrito Oranense. Se ubica en su porción septentrional, en Bolivia, llegando por el sur hasta Salta y Jujuy, y es el de flora más diversificada.

- Subdistrito Tucumanense. Se ubica en su porción austral, desde el sur de Salta hacia el sur, de flora más pobre, aunque con algunos endemismos.

Asimismo, y especialmente en su porción austral, se observa una diferenciación entre estas dos comunidades: 
- Las Selvas de Laurel (o Selva Basal). Es un piso inferior, más cálido, en donde dominan las lauráceas. Se ubican al pie de los cordones montañosos, penetrando entre la precordillera en angostas fajas, desde los 500 m s. n. m. hasta los 900 m s. n. m.

- Las Selvas de Mirtácea. Es un piso superior, más frío, en donde dominan las Mirtáceas. Se desarrollan entre los 800 y los 1250 m s. n. m. Estas selvas van disminuyendo en diversidad con la mayor altitud, hasta que son reemplazadas por bosques los que cuentan con sus especies propias.

Algunos autores remarcan dos faciaciones: 
- De laderas elevadas; con abundancia de mirtáceas.
- De las laderas bajas y pedemonte del sector sur; con abundancia de Enterolobium, Piptadenia y Tipuana. De esta manera seccionan el subdistrito de la tipa blanca (Tipuana tipu), y el pacará o timbó colorado (Enterolobium contortisiliquum), presente desde el sur de Salta hacia el sur, y lo unen al Distrito fitogeográfico de la Selva Montana; reteniendo en el Distrito fitogeográfico de la Selva Pedemontana solamente el subdistrito del palo blanco (Phyllostylon rhamnoides) y el palo amarillo (Calycophyllum multiflorum), característico de la porción septentrional, desde Bolivia hasta la ciudad de San Pedro en Jujuy.